# Robert Hurst

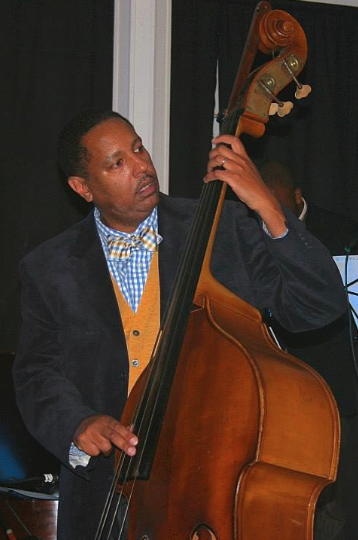
Robert Hurst (2014)

Robert Leslie „Bob“ Hurst III (* 4. Oktober 1964 in Detroit) ist ein US-amerikanischer Bassist des Post Bop. Er arbeitete mit Wynton Marsalis.
Bekannt wurde Robert Hurst vor allem als „Hausbassist“ des Trompeters Wynton Marsalis, dessen Band er ab 1985 (für das Album J Mood) angehörte. Außerdem wirkte er als Sideman bei Plattensessions von Harry Connick Jr, Kevin Eubanks, Ricky Ford, Kenny Kirkland, Branford Marsalis (auf dem Album Crazy People Music), Mulgrew Miller, Marvin „Smitty“ Smith, Dave Stryker, Tony Williams und Robi Botos mit. Die Pianistin Geri Allen begleitete er 1990 auf deren Album The Nurturer. Im Jahre 1992 nahm er unter eigenem Namen das Album Robert Hurst Presents: Robert Hurst für das japanische Label DIW mit Gastmusikern wie Marcus Belgrave, dem Bassklarinettisten Ralph Miles Jones III, Branford Marsalis (und Mitgliedern seiner Band) auf. Zu hören ist er u. a. auch auf Robert Glasper Album Mood (2002) und auf Joe Farnsworths Album In What Direction Are You Headed? (2023).